# Convict Lake
 (juin 2020).
Si vous disposez d'ouvrages ou d'articles de référence ou si vous connaissez des sites web de qualité traitant du thème abordé ici, merci de compléter l'article en donnant les références utiles à sa vérifiabilité et en les liant à la section « Notes et références ».
Convict Lake est un lac situé dans le comté de Mono, en Californie, aux États-Unis, situé dans la chaîne Sherwin (en) des montagnes de la Sierra Nevada.
Le lac est connu pour son eau bleu turquoise, les montagnes spectaculaires qui l'entourent (dont le mont Morrison (en)), la pêche à la truite qu'il offre et son histoire inhabituelle. Le lac, connu des Païutes sous le nom de Wit-sa-nap, a été renommé par les colons après un incident survenu le 23 septembre 1871, au cours duquel un groupe de condamnés s'est évadé de prison à Carson City, au Nevada, et s'est réfugié près du lac. Ils ont été poursuivis par un détachement qui a rattrapé les évadés. Une fusillade a suivi, au cours de laquelle des hommes du détachement et des condamnés ont été tués ou blessés. Les condamnés qui ont survécu ont réussi à fuir mais ont finalement été capturés et lynchés.

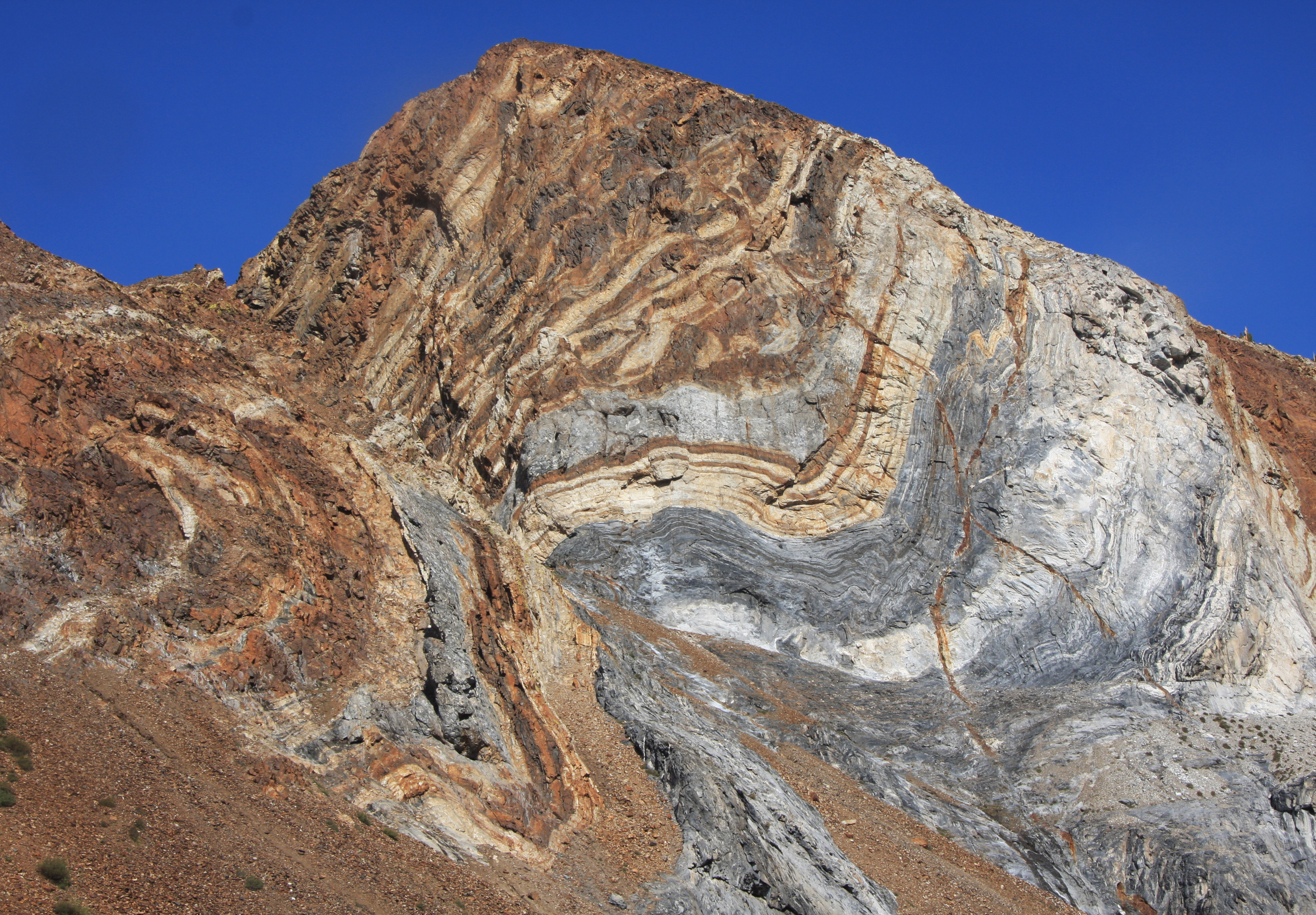
La falaise de Sevehah, composée de roches métamorphiques plissées, offre un décor coloré au lac.

## Géographie
L'origine du Convict Lake provient de glaciers qui ont creusé le sol et formé le lit du lac.
La surface du lac se situe à environ 7 850 pieds (2 393 m) au-dessus du niveau de la mer. Le lac a une profondeur maximum de quelque 140 pieds (43 m) en divers endroits et est donc l'un des lacs les plus profonds des montagnes de la Sierra Nevada. Le lac est de forme oblongue et est entouré d'un canyon situé dans les montagnes. Le mont Morrison (en), la plus haute montagne de la région dont le sommet culmine à 12 241 pieds (3 731 m), se trouve au sud-est du lac,,.

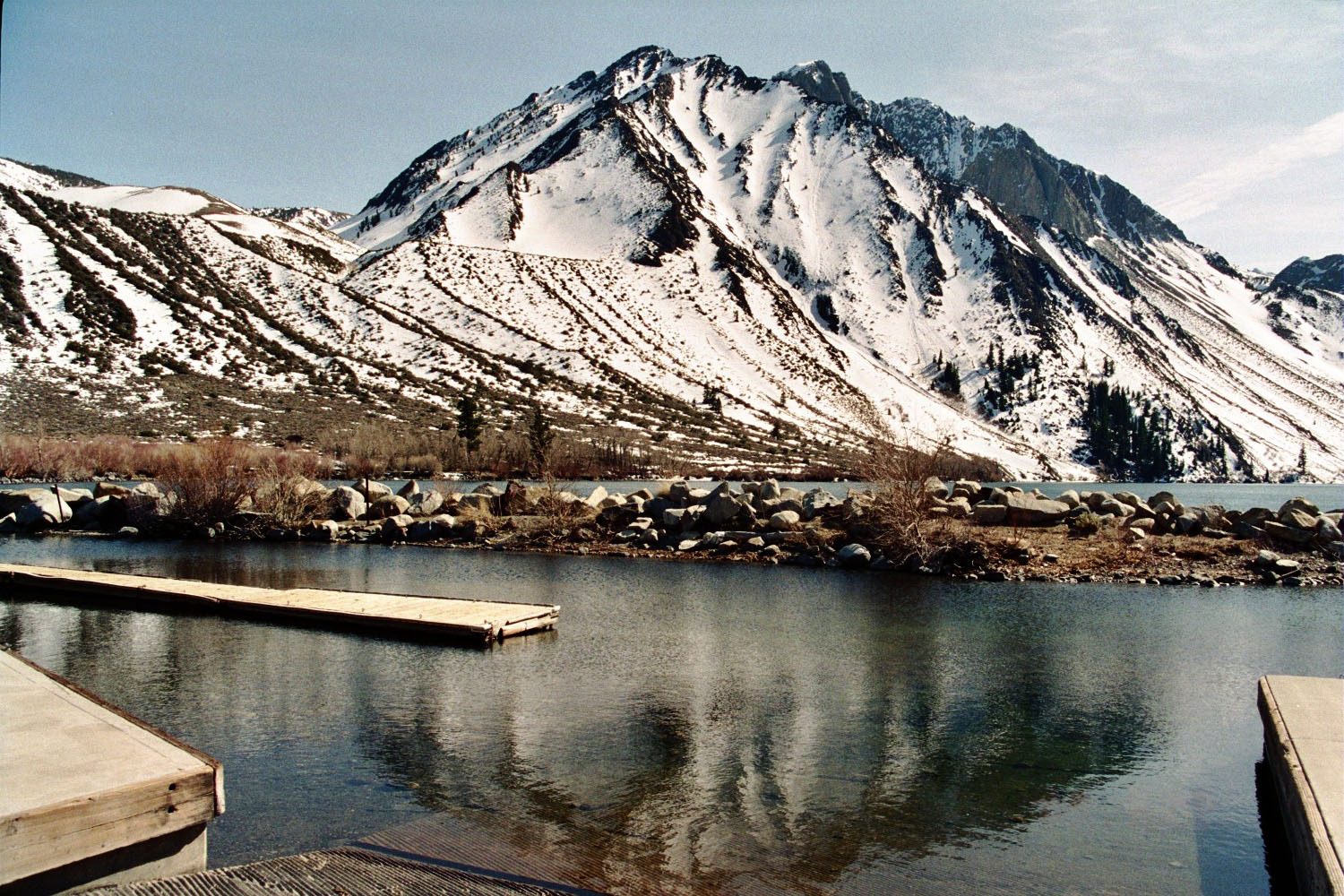
Le Convict Lake avec dans le fond le mont Morrison.

La région du lac et du canyon est dominée par du granit de couleur claire. Les roches sédimentaires et métamorphiques de cette zone recouvraient autrefois toute la chaîne de la Sierra Nevada, mais ont maintenant été érodées, révélant le granit sous-jacent qui a soulevé la chaîne. Pendant la formation de la chaîne de montagnes de la Sierra Nevada, le magma s'est élevé à de grandes profondeurs et a effacé une grande partie de la roche sédimentaire avec laquelle il est entré en contact. Juste sous la surface, le magma s'est refroidi et a formé le granit typique de la chaîne. Au cours du processus, la chaleur et la pression extrêmes ont déformé les roches sédimentaires sus-jacentes immédiates en de nombreuses formes frappantes.

## Histoire
Convict Lake, alors connu sous le nom de Monte Diablo, a reçu son nom actuel d'une manière inhabituelle. Le 17 septembre 1871, vingt-neuf prisonniers — dont des assassins, des voleurs de chevaux, des bandits ayant attaqué des trains et d'autres condamnés — s'échappent de la prison d'État du Nevada à Carson City, tuant un gardien et en blessant plusieurs autres. Les prisonniers se divisent en deux groupes, dont l'un est dirigé par un meurtrier, Charlie Jones, qui avait auparavant vécu dans les comtés de Mono et d'Inyo. Il dirige son groupe vers le sud en direction de la région des lacs Mammoth. Ayant besoin de nourriture et de fournitures, les évadés volent plusieurs personnes en chemin. En traversant la chaîne de montagnes de la Sierra Nevada, Jones espère atteindre le versant ouest de la chaîne, où ils seraient à l'abri des poursuites. Jones estime à juste titre qu'un détachement de Carson City est sur leurs traces, mais le détachement, venu de Benton, en Californie et commandé par le shérif adjoint George Hightower, a abandonné la poursuite au bout de quelques jours et fait demi-tour. Billy Poor, un facteur à cheval qui livrait le courrier pour la première fois, rencontre incidemment le groupe qui campait près de Convict Creek, à quelques kilomètres au sud du lac. Les fugitifs supputent naturellement que le cavalier, s'il était autorisé à continuer sa route, révélerait sa position. Jones capture l'homme et, avec l'aide de Leandor Morton, le tue,,, prennent son cheval et ses vêtements et habillent son corps avec des vêtements de prisonnier.
Indignée que le coursier Poor, résident du comté de Mono, ait été assassiné, la communauté locale forme son propre détachement et poursuit les condamnés. Le 22 septembre 1871, le shérif George Hightower et le député indien Mono Jim, à la tête d'un groupe de dix hommes, rattrapent les condamnés près de Monte Diablo Creek. Tôt le matin du 23 septembre, Jones et un autre homme partent pour Bishop sous le prétexte d'aller chercher de la nourriture, mais en réalité pour rompre du groupe. Les quatre condamnés restants sont rapidement repérés par le nouveau détachement, et une fusillade se produit au cours de laquelle Mono et l'agent Morrison de Wells Fargo sont abattus. Les autres détenus parviennent à s'échapper mais sont capturés plus tard à Round Valley. Le 1er novembre, 18 des 29 prisonniers sont capturés. Jones et son complice ont donc échappé à la fusillade mais sont finalement capturés et exécutés,,. Les autres condamnés sont soit tués lors de la fusillade, soit capturés et lynchés lors du retour à la prison.
Le mont Morrison (en), le plus haut sommet de la région, est nommé d'après Robert Morrison, et un plus petit sommet situé à proximité est nommé d'après Mono Jim.

### Noyades de 1990
En février 1990, Convict Lake est le site d'une importante noyade. Douze adolescents et deux conseillers du Camp O'Neal voisin, une institution pour mineurs délinquants située près de Whitmore Hot Springs, en Californie étaient là en sortie de vacances. Au moins quatre adolescents et les deux adultes sont passés à travers la mince couche de glace et tombés dans l'eau. Au moment où le premier sauveteur arrive sur les lieux, un seul adolescent avait réussi à se sortir de l'eau, mais les autres adolescents n'étaient plus en vue, s'étant apparemment déjà noyés.
En tout, trois adolescents du camp et quatre sauveteurs potentiels se sont noyés dans l'eau glaciale. Un autre jeune et un chef pompier volontaire ont été secourus. Peu de temps avant leur mort, les jeunes avaient été informés que la glace était trop mince pour supporter leur poids mais n'ont pas tenu compte de l'avertissement.
À la suite des noyades, le camp O'Neal a fait l'objet d'une enquête, puis il a été fermé en raison de mauvais traitements et de négligence.

## Dans la culture populaire
- Le western The Secret of Convict Lake (L'Énigme du lac Noir, 1951) est largement basé sur les événements survenus au lac en 1871[13]
- Le western Nevada Smith (1966) y a été tourné.
- Le western The Border Legion (1924) y a été tourné[14]

## Voir également
- Liste des lacs de Californie
- Mammoth Lakes